# Лисенко Тетяна Вікторівна
Тетя́на Ві́кторівна Ли́сенко (рос. Татьяна Викторовна Лысенко, 9 жовтня 1983) — російська легкоатлетка, виборола золоту медаль на Олімпіаді в Лондоні (2012), в 2016 позбавлена нагороди після повторної перевірки на допінг.

## Виступи на Олімпіадах
| Олімпіада   | Дисципліна     | Місце                                             |
| ----------- | -------------- | ------------------------------------------------- |
| Афіни 2004  | метання молота | 19 (кваліфікація)                                 |
| Лондон 2012 | метання молота | ( Золото) позбавлено нагороди за вживання допінгу |